# Schizomyia viticola
Schizomyia viticola är en tvåvingeart som först beskrevs av Osten Sacken 1862.  Schizomyia viticola ingår i släktet Schizomyia och familjen gallmyggor.
Artens utbredningsområde är District of Columbia. Inga underarter finns listade i Catalogue of Life.